# Synagoge (Endingen)

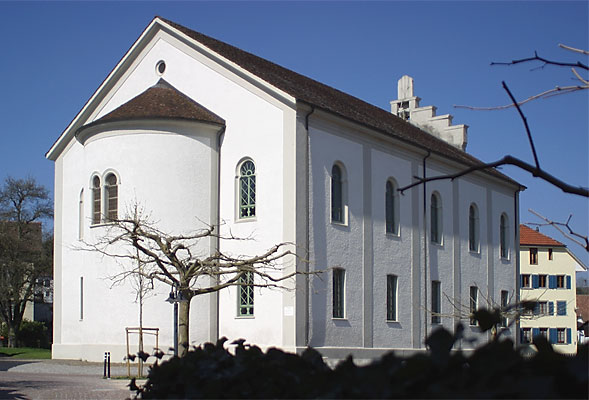
Synagoge Endingen

Die Synagoge Endingen ist eine Synagoge in der Gemeinde Endingen im Schweizer Kanton Aargau. Sie wurde von 1850 bis 1852 nach Plänen von Joseph Caspar Jeuch errichtet. Das streng klassizistische Bauwerk weist einzelne maurische Elemente auf und steht als Kulturgut von nationaler Bedeutung unter Denkmalschutz.

## Geschichte
Vom frühen 17. bis zur Mitte des 19. Jahrhunderts waren Endingen und das benachbarte Lengnau die einzigen Orte der Schweiz, in denen sich Juden dauerhaft niederlassen konnten. Von 1776 bis 1866 besassen sie keinerlei Wohnrecht ausserhalb dieser beiden Dörfer im Surbtal. Die Endinger Juden nutzten in der ersten Hälfte des 18. Jahrhunderts einen umgebauten Speicher als Schul- und Betlokal. Die erste Synagoge entstand im Jahr 1764, sie erwies sich jedoch bald als zu klein.
Mit Zustimmung der kantonalen Baukommission erhielt der Badener Architekt Joseph Caspar Jeuch den Auftrag für den Umbau der bestehenden Synagoge. Die Fundamente erwiesen sich aber als zu schwach, um das Mauerwerk des zu erweiternden Bauwerks tragen zu können. Aus diesem Grund musste ein fast vollständiger Neubau geplant werden, was zu einer markanten Kostensteigerung führte. Nach knapp zweijähriger Bauzeit konnte das Bauwerk am 26. März 1852 eingeweiht werden.
1952 erfolgte am Äusseren eine Renovation, von 1976 bis 1986 eine Restaurierung. Eine Restaurierung des Innenraums wurde 1997/98 vorgenommen. Da fast alle Endinger Juden in die grösseren Städte abgewandert sind, wird die Synagoge heutzutage vor allem für kulturelle Veranstaltungen und Trauungen genutzt.

## Gebäude
Die Synagoge steht inmitten des Dorfkerns auf einem kleinen Platz. Mehrere Merkmale tragen zum streng klassizistischen Erscheinungsbild bei. Dazu gehören das flach geneigte Satteldach, die Gliederung der Fassaden durch Lisenen und der von einem Treppengiebel bekrönte Mittelrisalit an der Eingangsfront. Die dem Eingang gegenüber liegende Frontseite weist eine in Richtung Jerusalem zeigende, halbkreisförmige Apsis auf. An den maurischen Stil erinnern Hufeisenbögen über den Portalen und der oberen Fensterreihe, ausserdem Säulen und Flechtbandornamente. Der Treppengiebel, der mit steinernen Gesetzestafeln geschmückt ist, besitzt eine Uhr mit Glockenspiel, was für Synagogen ungewöhnlich ist. Der Grund ist das Fehlen einer christlichen Kirche mit entsprechendem Kirchturm, denn die Synagoge ist das einzige Gotteshaus in Endingen.
Der Innenraum ist ein dreischiffiger Saal mit fünf Jochen und leicht gewölbter Decke. Auf drei Seiten umläuft eine von feingliedrigen Stützen getragene Empore, die den Frauen vorbehalten ist, das Mittelschiff. Kronleuchter über der Almemor erhellen den in heiteren Farbtönen gehaltenen Raum. Der Toraschrein steht in der um einige Stufen erhöhten Nische der Apsis. Nur im Mittelschiff ist die ursprüngliche Bemalung vollständig erhalten geblieben, in den Seitenschiffen und auf der Empore wurde sie um 1900 überstrichen. Die Dekoration erzeugt dabei die Illusion einer stuckierten Wölbung, was durch den Schattenwurf noch verstärkt wird. Flechtwerkbänder und Blattwerkmedaillons imitieren ebenfalls eine Stuckdekoration und vermitteln den Eindruck, es handle sich um ein orientalisches Bauwerk.